# Prințesa Marie Louise de Hanovra
Prințesa Marie Louise de Hanovra și Cumberland (germană Marie Louise Victoria Caroline Amalie Alexandra Augusta Friederike Prinzessin von Hannover und Cumberland; 11 octombrie 1879 - 31 ianuarie 1948), a fost fiica cea mare a Prințului de Hanovra, Ernest Augustus (1845–1923) și a soției sale, Prințesa Thyra a Danemarcei (1853–1933), care era fiica cea mică a regelui Christian al IX-lea al Danemarcei (1818–1906) și a reginei Louise de Hesse-Kassel (1817–1898).
Marie Louise a fost stră-strănepoata regelui George al III-lea al Regatului Unit (1738–1820) și a reginei Charlotte de Mecklenburg-Strelitz (1744–1818).

## Familie
Marie Louise s-a căsătorit la 10 iulie 1900, la Gmunden, Austro-Ungaria, cu Prințul Maximilian de Baden (1867–1929), fiu al Prințul Wilhelm de Baden și a Prințesei Maria Maximilianovna de Leuchtenberg. Marie Louise și Maximilian au avut doi copii:
- Prințesa Marie Alexandra de Baden (1 august 1902 - 29 ianuarie 1944); căsătorită cu Prințul Wolfgang de Hesse, Landgraf de Hesse-Kassel, fiu al Prințului Frederic Karl de Hesse, care a fost desemnat rege al Finlandei, și a Prințesei Margareta a Prusiei; nu a avut copii. Maria Alexandra a fost ucisă într-un bombardament la Frankfurt în timpul celui de-Al Doilea Război Mondial.
- Prințul Berthold de Baden (24 februarie 1906 - 27 octombrie 1963); mai târziu margraf de Baden; căsătorit cu Prințesa Theodora, fiica Prințului Andrew al Greciei și Danemarcei și a Prințesei Alice de Battenberg. Prin căsătoria cu Prințesa Theodora, Prințul Berthold a fost cumnatul Prințului Filip, Duce de Edinburgh.